# بووچی
بووچی (به لاتین: Boochi) یک منطقهٔ مسکونی در روسیه است که در جمهوری آلتای واقع شده‌است.